# Världsmästerskapen i bancykling 2020
Världsmästerskapen i bancykling 2020 var den 117:e upplagan av världsmästerskapen i bancykling. Tävlingarna arrangerades i Velodrom i Berlin i Tyskland, mellan den 26 februari och 1 mars 2020.
Det tävlades i 20 grenar, tio för damer och tio för herrar. Nederländerna blev den framgångsrikaste nationen i mästerskapen med nio medaljer varav sex guld, värdnationen Tyskland kom på en andra plats med åtta medaljer och fyra guld.

## Medaljörer

### Damer
| Gren           | Guld                                                       | Silver                                                                              | Brons                                                            |
| Sprint         | Emma Hinze (GER)                                           | Anastasia Vojnova (RUS)                                                             | Lee Wai Sze (HKG)                                                |
| 500 meter      | Lea Sophie Friedrich (GER)                                 | Jessica Salazar (MEX)                                                               | Miriam Vece (ITA)                                                |
| Förföljelse    | Chloe Dygert (USA)                                         | Lisa Brennauer (GER)                                                                | Franziska Brauße (GER)                                           |
| Lagförföljelse | USA Jennifer Valente Chloe Dygert Emma White Lily Williams | Storbritannien Elinor Barker Katie Archibald Ellie Dickinson Neah Evans Laura Kenny | Tyskland Franziska Brauße Lisa Brennauer Lisa Klein Gudrun Stock |
| Lagsprint      | Tyskland Pauline Grabosch Emma Hinze                       | Australien Kaarle McCulloch Stephanie Morton                                        | Kina Chen Feifei Zhong Tianshi                                   |
| Keirin         | Emma Hinze (GER)                                           | Lee Hye-jin (KOR)                                                                   | Stephanie Morton (AUS)                                           |
| Scratch        | Kirsten Wild (NED)                                         | Jennifer Valente (USA)                                                              | Maria Martins (POR)                                              |
| Poänglopp      | Elinor Barker (GBR)                                        | Jennifer Valente (USA)                                                              | Anita Stenberg (NOR)                                             |
| Madison        | Nederländerna Kirsten Wild Amy Pieters                     | Frankrike Clara Copponi Marie Le Net                                                | Italien Letizia Paternoster Elisa Balsamo                        |
| Omnium         | Yumi Kajihara (JPN)                                        | Letizia Paternoster (ITA)                                                           | Daria Pikulik (POL)                                              |

### Herrar
| Gren           | Guld                                                                             | Silver                                                                         | Brons                                                                                    |
| Sprint         | Harrie Lavreysen (NED)                                                           | Jeffrey Hoogland (NED)                                                         | Azizulhasni Awang (MAS)                                                                  |
| 1 000 meter    | Sam Ligtlee (NED)                                                                | Quentin Lafargue (FRA)                                                         | Michaël D'Almeida (FRA)                                                                  |
| Förföljelse    | Filippo Ganna (ITA)                                                              | Ashton Lambie (USA)                                                            | Corentin Ermenault (FRA)                                                                 |
| Lagförföljelse | Danmark Lasse Norman Hansen Julius Johansen Frederik Madsen Rasmus Pedersen      | Nya Zeeland Campbell Stewart Corbin Strong Aaron Gate Jordan Kerby Regan Gough | Italien Simone Consonni Filippo Ganna Francesco Lamon Jonathan Milan Michele Scartezzini |
| Lagsprint      | Nederländerna Roy van den Berg Harrie Lavreysen Jeffrey Hoogland Matthijs Büchli | Storbritannien Ryan Owens Jack Carlin Jason Kenny                              | Australien Thomas Cornish Nathan Hart Matthew Richardson                                 |
| Keirin         | Harrie Lavreysen (NED)                                                           | Yuta Wakimoto (JPN)                                                            | Azizulhasni Awang (MAS)                                                                  |
| Scratch        | Jaŭhienij Karaljok (BLR)                                                         | Simone Consonni (ITA)                                                          | Sebastián Mora (ESP)                                                                     |
| Poänglopp      | Corbin Strong (NZL)                                                              | Sebastián Mora (ESP)                                                           | Roy Eefting (NED)                                                                        |
| Madison        | Danmark Lasse Norman Hansen Michael Mørkøv                                       | Nya Zeeland Campbell Stewart Aaron Gate                                        | Tyskland Roger Kluge Theo Reinhardt                                                      |
| Omnium         | Benjamin Thomas (FRA)                                                            | Jan-Willem van Schip (NED)                                                     | Matthew Walls (GBR)                                                                      |

## Medaljtabell
| Pl.    | Nation         | Guld | Silver | Brons | Totalt |
| ------ | -------------- | ---- | ------ | ----- | ------ |
| 1      | Nederländerna  | 6    | 2      | 1     | 9      |
| 2      | Tyskland       | 4    | 1      | 3     | 8      |
| 3      | USA            | 2    | 3      | 0     | 5      |
| 4      | Danmark        | 2    | 0      | 0     | 2      |
| 5      | Italien        | 1    | 2      | 3     | 6      |
| 6      | Frankrike      | 1    | 2      | 2     | 5      |
| 7      | Storbritannien | 1    | 2      | 1     | 4      |
| 8      | Nya Zeeland    | 1    | 2      | 0     | 3      |
| 9      | Japan          | 1    | 1      | 0     | 2      |
| 10     | Belarus        | 1    | 0      | 0     | 1      |
| 11     | Australien     | 0    | 1      | 2     | 3      |
| 12     | Spanien        | 0    | 1      | 1     | 2      |
| 13     | Mexiko         | 0    | 1      | 0     | 1      |
| 13     | Ryssland       | 0    | 1      | 0     | 1      |
| 13     | Sydkorea       | 0    | 1      | 0     | 1      |
| 16     | Malaysia       | 0    | 0      | 2     | 2      |
| 16     | Hongkong       | 0    | 0      | 1     | 1      |
| 16     | Kina           | 0    | 0      | 1     | 1      |
| 16     | Norge          | 0    | 0      | 1     | 1      |
| 16     | Polen          | 0    | 0      | 1     | 1      |
| 16     | Portugal       | 0    | 0      | 1     | 1      |
| Totalt | Totalt         | 20   | 20     | 20    | 60     |